# Лего Нинджаго: Филмът
„Лего Нинджаго: Филмът“ (на английски: The Lego Ninjago Movie) е американска компютърна анимация от 2017 г.
Базиран е на едноименната линия играчки и анимационния телевизионен сериал „Нинджаго: Майстори на Спинджицу“. Това е първият театрален филм, базиран на оригиналния имот на Lego. Той е третият филм от филмовата поредица „Лего: Филмът“, както и вторият и последен спин-оф.
Режисиран е от Чарли Бийн, Пол Фишър и Боб Логан (в техния режисьорски дебют), по сценарий на Логан, Фишър, Уилям и Том Уийлър, Джаред Стърн и Джон Уитингтън. Озвучаващият състав се състои от Дейв Франко, Майкъл Пеня, Кумейл Нанджиани, Аби Джейкъбсън, Зак Уудс, Фред Армисен, Джеки Чан, Джъстин Теру и Оливия Мън.
Фокусира се от тийнейджърския нинджа Лойд Гармадон. Докато се опитва да приеме истината за злия си баща, се появява нова заплаха, която да застраши родината му.
Той е международна копродукция на Съединените щати и Дания. Продуциран е в Уорнър Анимейшън Груп, заедно с Ратпак-Дюн Ентъртеймънт, Лего Систъм А/С, Лин Пикчърс на Дан Лин, Лорд Милър Продъкшънс на Фил Лорд и Кристофър Милър, Вертиго Ентъртеймънт на Рой Лий.

## Актьорски състав
| Актьор           | Роля                                        |
| ---------------- | ------------------------------------------- |
| Дейв Франко      | Лойд                                        |
| Майкъл Пеня      | Кай                                         |
| Фред Армисен     | Кол                                         |
| Кумейл Нанджиани | Джей                                        |
| Зак Уудс         | Зейн                                        |
| Аби Джейкъбсън   | Ния                                         |
| Джаки Чан        | Учителят Ву Господин Лиу                    |
| Джъстин Теру     | Лорд Гармадон                               |
| Оливия Мън       | Коко                                        |
| Рандъл Парк      | Чен                                         |
| Рета             | Маги                                        |
| Констанс Ву      | Кметът на Нинджаго                          |
| Шарлийн Ий       | Тери                                        |
| Ванара Таинг     | Асимов                                      |
| Крис Хардуик     | Радио Ди Джей, който работи в град Нинджаго |
| Робин Робъртс    | Себе си                                     |
| Майкъл Стратън   | Себе си                                     |
| Алекс Кауфман    | Нинджа компютър                             |
| Али Уонг         | Генерал Оливия                              |
| Тод Хансен       | Генерал Омар                                |
| Дъг Никълъс      | Генерал Джолити                             |
| Лаура Кайтинглер | Госпожа Лаудита                             |

## Разпространение
Пуснат е в САЩ във формати 2D, 3D и Dolby Cinema от Warner Bros. Pictures на 22 септември 2017 г. Не е приет много добре, получава смесени отзиви от критиците. Филмът е първият хит на поредицата. Печели 123,1 милиона долара в световен мащаб срещу бюджета си от 70 милиона долара.